# Lista de kartódromos de Portugal
Esta é uma lista de kartódromos de Portugal.
| Kartódromo                          | Comprimento (m) | Largura (m) | Localização              |
| ----------------------------------- | --------------- | ----------- | ------------------------ |
| Indoor Karting Caldas da Rainha     | 315             | 5           | Caldas da Rainha         |
| Algarve Indoor Kart Center          | 650             | 7           | Olhão                    |
| Kartódromo de Abrantes              | 740             | 7           | Abrantes                 |
| Kartódromo de Alcanede              | 860             | 9           | Alcanede                 |
| Kartódromo de Almancil              | 690             | 7           | Almancil                 |
| Kartódromo de Almeirim              | 910             | 7,2         | Almeirim                 |
| Kartódromo de Baltar                | 1023            | 8           | Baltar                   |
| Kartódromo da Batalha               | 910             | 7           | Batalha                  |
| Kartódromo do Bombarral             | 1203            | 10          | Bombarral                |
| Kartódromo de Braga                 | 1286            | 10          | Braga                    |
| Kartódromo de Bragança              | 810             | 7,5         | Bragança                 |
| Kartódromo do Cabo do Mundo         | 900             | 7           | Perafita                 |
| Kartódromo de Chaves                | 604             | 7           | Chaves                   |
| Kartódromo da Covilhã               | 700             | 6           | Tortosendo               |
| Kartódromo de Évora                 | 908             | 7           | Évora                    |
| Kartódromo de Fafe                  | 930             | 7           | Fafe                     |
| Kartódromo de Santana               | 1040            | 8           | Faial                    |
| Kartódromo de Fátima                | 1130            | 9           | Fátima                   |
| Kartódromo de Leiria                | 1006            | 8           | Leiria                   |
| DinoKart - Kartódromo de Lourinhã   | 920             | 8           | Lourinhã                 |
| Kartódromo do Montijo               | 900             | 7           | Montijo                  |
| Kartódromo de Odivelas              | 780             | 6,5         | Odivelas                 |
| Kartódromo de Oiã                   | 650             | 8           | Oiã                      |
| Kartódromo de Palmela               | 1270            | 10          | Palmela                  |
| Kartódromo de Poiares               | 1200            | 8           | Vila Nova de Poiares     |
| Kartódromo de Pombal                | 1088            | 8           | Pombal                   |
| Kartódromo de Portalegre            | 1000            | 7           | Portalegre               |
| Kartódromo Internacional do Algarve | 1675            | 10          | Portimão                 |
| Kartódromo de Porto Santo           | 860             | 8           | Porto Santo              |
| Kartódromo de Santo André           | 1020            | 8           | Vila Nova de Santo André |
| Kartódromo da Serra da Estrela      | 600             | 6           | Seia                     |
| Kartódromo de Viana do Castelo      | 1115            | 8           | Viana do Castelo         |
| Kartódromo de Vila Real             | 1000            | 10          | Vila Real                |
| Cascais Indoor Karting              | 460             | 5,5         | Cascais                  |
| Indoor Karting de Espinho           | 300             | 5,5         | Espinho                  |
| Maia Indoor Karting                 | 370             | 5,5         | Maia                     |
| Kart Center Matosinhos              | 330             | 5           | Matosinhos               |
| Bowlikart                           | 420             | 5           | Ovar                     |
| Campera Karting                     | 815             | 7           | Carregado                |
| Kivi - Kartódromo indoor de Viana   | 350             | 9,3         | Viana do Castelo         |
| Kartódromo V. N. de Paiva           | 920             | 8           | Vila Nova de Paiva       |